# Frank Kassela
Frank Kassela (Chicago, 26 februari 1968) is een Amerikaans professioneel pokerspeler. Hij won zowel het $10.000 Seven Card Stud Hi-Low Split-8 or Better Championship (goed voor $447.446,- prijzengeld) als het $2.500 Razz-toernooi (goed voor $214.085,-) van de World Series of Poker 2010. Kassela eindigde die maand in nog vier WSOP-toernooien in het prijzengeld, waaronder met een derde en een tiende plaats. Zijn totale prestatie leverde hem de 2010 WSOP Player of the Year Award op.
Kassela won tot en met juni 2015 meer dan $2.850.000,- in pokertoernooien (cashgames niet meegerekend).

## Wapenfeiten
Kassela won tijdens de World Series of Poker 2010 in zestien dagen tijd zowel zijn eerste als zijn tweede WSOP-toernooi (plus de daarbij behorende gouden armbanden). Daarbij was hij zowel Jennifer Harman als Vladimir Schemelev de baas aan allebei de finaletafels die hij overwon. Vijf jaar eerder kwam Kassela tijdens de World Series of Poker 2005 al eens dicht bij zijn eerste WSOP-titel. Hij werd toen vierde in het $2.500 Pot Limit Hold'em-toernooi. Hij werd bovendien op de World Series of Poker 2008 al eens negende in het $1.500 Seven Card Razz-toernooi.
Voor Kassela zichzelf aan twee WSOP-zeges hielp, was zijn grootste overwinning die in het $4.900 Pot Limit Omaha-toernooi van de L.A. Poker Classic 2009, goed voor $185.445,-.

## WSOP
| Jaar                       | Toernooi                                                      | Prijs      |
| -------------------------- | ------------------------------------------------------------- | ---------- |
| World Series of Poker 2010 | $10.000 Seven Card Stud Hi-Low Split-8 or Better Championship | $447.446,- |
| World Series of Poker 2010 | $2.500 Razz                                                   | $214.085,- |
| World Series of Poker 2017 | $1.500 No Limit 2-7 Lowball Draw                              | $89.151,-  |